# Pseudomoera fontana
Pseudomoera fontana is een vlokreeftensoort uit de familie van de Pontogeneiidae. De wetenschappelijke naam van de soort is voor het eerst geldig gepubliceerd in 1902 door Sayce.